# Jetzles
Jetzles ist eine Katastralgemeinde und ein Ort in der Marktgemeinde Vitis, Bezirk Waidhofen an der Thaya. Am 1. Jänner 2025 verfügte der Ort über eine Bevölkerung von 124 Personen.

## Lage
Die Katastralgemeinde Jetzles liegt im Norden des Gemeindegebietes von Vitis und grenzt im Süden an den Markt Vitis, im Westen und Norden an die Katastralgemeinde Heinreichs, im äußersten Nordosten an die Katastralgemeinde Jaudling und im Osten an die Katastralgemeinden Stoies und Grafenschlag. Der Ort Jetzles selbst liegt rund zwei Kilometer nördlich des Gemeindezentrums inmitten der gleichnamigen Katastralgemeinde, wobei der Ort hauptsächlich von Feldern und wenigen Wiesen umgeben ist. Erreichbar ist der Ort über eine Straße, die vom Markt Vitis über Jetzles nach Jaudling führt. Zudem besteht von dieser Straße wegführend eine Straßenverbindung von Jetzles nach Stoies.

## Geschichte
Der Ortsname Jetzles ist eine genetivische Ableitung vom Personennamen Uotzo („kleiner Ulrich“). Die erste urkundliche Erwähnung des Namens stammt aus dem Jahr 1398, als „Hanns Strein von Swartzenaw dem Mathesen dem Probst von den Yetzeins“ den Zehent verkaufte. Im 16. Jahrhundert bestand der Ort aus 14 Häusern, die sich aus 10 Lehen und vier Halblehen zusammensetzten. Diese Häuser befanden sich allerdings nördlich des heutigen Dorfes, wobei der Jetzleshof im Süden zur Herrschaft Schwarzenau gehörte. Der Jetzleshof übte  die Dorfobrigkeit über das Dorf aus und beherbergte auch das Landgericht. 1636 war die Hälfte des Ortes verödet, 1790 erfolgte die Aufteilung des Jetzleshofes in vier Halblehen (Nr. 17, 21, 23 und 26), zehn Viertellehen (Nr. 16, 18, 20, 22, 24, 27, 29, 30, 33 und 36) sowie drei Kleinhäuser (Nr. 25, 35 und 39) und das Gemeindehirtenhaus (Nr. 28). Trotz der Aufteilung wurde weiterhin zwischen dem Jetzles-Hof und dem Jetzles-Dorf unterschieden, wobei das Dorf zum Zeitpunkt der Aufhebung der Grundherrschaft aus vier Lehen (Nr. 2 und 10 bis 13), zehn Halblehen (Nr. 1, 3 bis 8, 37, 38 und 42) sowie sechs Kleinhäusern (Nr. 14, 15, 31, 32, 34 und 41) bestand. Auch Jetzles-Dorf verfügte mit dem Haus Nr. 9 über ein Gemeindehaus, 1836 wurde für die beiden Gemeindeteile mit dem Haus Nr. 40 ein gemeinsames Gemeindehaus errichtet. Zu Jetzles gehörte auch die Katastralgemeinde Jetzleser Wald auf der ein „Schinderhaus“ unterhalten wurde. 
Laut Adressbuch von Österreich waren im Jahr 1938 in der Ortsgemeinde Jetzles ein Gastwirt, ein Gemischtwarenhändler, ein Schmied und ein Wasenmeister ansässig.
Im politischen Bereich dominiert die Österreichische Volkspartei (ÖVP) analog zur Gemeindeebene die Wahlergebnisse. So erreichte die ÖVP im Wahlsprengel Jetzles bei der Gemeinderatswahl 2010 76 % (Gemeindeergebnis: 70 %) und die Sozialdemokratische Partei Österreichs (SPÖ) 24 % (Gemeindeergebnis: 30 %). 2005 hatte die ÖVP 79 % erreicht.

## Bauwerke
Beim Ort Jetzles handelt es sich um ein ursprüngliches Zeilendorf, das sich zum Angerdorf weiterentwickelte. Die Kapelle des Dorfes wurde 1824 errichtet und Maria Himmelfahrt geweiht. 1906 erfolgte ein Umbau. Ausgestattet ist die Kapelle mit einer barocken Schnitzfigur der heiligen Maria mit dem Kind aus der Zeit um 1800 sowie einer Schnitzfigur des heiligen Florian, die zu Beginn des 16. Jahrhunderts geschaffen und später barock überarbeitet wurde.

## Persönlichkeiten
- Johann Fasching (1847–1888), Theologe und Schriftsteller
- Karl Boden (1953–2019), ÖBB-Bediensteter, Politiker (SPÖ) und Mitglied des Bundesrates